# Mamma Mia (pjesma sastava ABBA)
"Mamma Mia" pjesma je švedskog pop sastava ABBA. Napisali su je Benny Andersson, Björn Ulvaeus i Stig Anderson, a pjevaju ju je Agnetha Fältskog i Anni-Frid Lyngstad. Prva je skladba s istoimenog albuma grupe. Naslov pjesme izveden je iz talijanske riječi, gdje se rečenica upotrebljava kao znak iznenađenja, tjeskobe ili uzbuđenja, ako se naslov doslovno prevede na hrvatski jezik značio bi "Moja mama".
Glazbeni spot za pjesmu prešao je 100 milijuna pregleda u svibnju 2017. godine. Trenutno ima više od 245 milijuna pregleda.

## Povijest
Karakterističan zvuk na početku pjesme stvara instrument marimba. Prema biografu Carl Magnus Palm, instrument je dodan u zadnji čas, nakon što je kompozitor Benny Andersson otkrio da imaju marimbu u studiju, mislio je kako je odličan za ritam pjesme.
"Mamma Mia" je napisana u domu Agnethe Fältskog i Björna Ulvaeusa te je napisana zadnja za album "ABBA". Jedna je od četiri pjesme s glazbenim spotovima s albuma. U početku, pjesma nije trebala biti singl, niti uopće biti objavljena na albumu. Tijekom tog vremena, mnogi izvođači obrađivali su pjesme ABBE (tipa "Honey, Honey" i "Bang a Boomerang"), prije objave ABBA je ponudila obradu za britansku pop grupu Brotherhood of Man, koji su je odbili.
Kada je "I Do, I Do, I Do, I Do, I Do" dostigla vrh australijske ljestvice, obožavatelji ABBE željeli su još - početak ABBAmanie. ABBINA australska diskografska kuća, RCA, ponudila je da se "Mamma Mia" objavi kao singl, no Polar Music je odbila. Ionako, Stig Anderson pristao je na zahtjev RCA-a, te je "Mamma Mia" objavljen u Austriji u kolovozu 1975. godine, gdje je deset tjedana bila na prvom mjestu ljestvice.
Nakon uspjeha u Australiji, Epic Records sa sjedištem u Ujedinjenim Kraljevstvom primijetila je ABBU nakon eurosonga i pjesme "Waterloo". Od tad pa na dalje, Epic je počeo promovirati svaki singl ABBE, a počeo je od pjesme "SOS", koja je ušla u Top 10 ljestvicu u engleskoj. "Mamma Mia" je ubrzo postala broj jedan na britanskoj ljestvici početkom 1976. godine.
B-strana pjesme u australiji, bila je "Hey, Hey Helen". Dok je u većini ostalih država B-strana bila "Intermezzo Number 1". ABBINA diskografska kuća Epic, odabrala je pjesmu "Tropical Loveland" za B-stranu za izdanje u Ujedinjenom Kraljevstvu.
Dana 31. siječnja 1976. godine, "Mamma Mia" pretekla je pjesmu Queena "Bohemian Rhapsody" te tako postala broj jedan na UK ljestvici.

## Popis pjesama
Internacionalni singl
1. "Mamma Mia"
2. "Intermezzo No. 1"

UK singl
1. "Mamma Mia"
2. "Tropical Loveland"

## Zasluge
ABBA
- Anni-Frid Lyngstad – vodeći i prateći vokali
- Agnetha Fältskog – vodeći i prateći vokali
- Björn Ulvaeus – prateći vokali, ritam gitara
- Benny Andersson – prateći vokali, klavir, klavijature, marimba

Dodatni glazbenici
- Janne Schaffer – glavna gitara
- Finn Sjöberg – gitara
- Mike Watson – bas-gitara
- Roger Palm – bubnjevi

## Ljestvice i cerifikacije

### Tjedna ljestvica
| Ljestvica (1975. – 77.)       | Položaj |
| ----------------------------- | ------- |
| Australska ljestvica singlova | 1.      |
| Ö3 Austria Top 40             | 3.      |
| Belgijska ljestvica singlova  | 2.      |
| Kanadski top singlovi         | 18.     |
| Kanadska ljestvica            | 11.     |
| Nizozemska top ljestvica      | 13.     |
| Finska ljestvica singlova     | 14.     |
| Njemačka lista singlova       | 1.      |
| Irska ljestvica singlova      | 1.      |
| Zelandska ljestvica           | 2.      |
| Norveška ljestvica singlova   | 2.      |
| Rodezijska ljestvica singlova | 20.     |
| Afrička ljestvica singlova    | 5.      |
| Švicarska ljestvica singlova  | 1.      |
| Engleska ljestvica singlova   | 1.      |
| SAD Billboard Hot 100         | 32.     |
| SAD Cashbox Top 100           | 36.     |

| Ljestvica (2008.)               | Položaj |
| ------------------------------- | ------- |
| Talijanska ljestvica singlova   | 12.     |
| Australijska ljestvica singlova | 48.     |
| Engleska ljestvica singlova     | 56.     |
| Švicarska ljestvica singlova    | 60.     |

| Ljestvica (1976.) | Rang |
| ----------------- | ---- |
| Australija        | 28.  |
| Kanada            | 147. |
| Novi Zeland       | 16.  |
| UK                | 13.  |
| SAD               | 184. |